# Värmdö kontrakt
Värmdö kontrakt är ett kontrakt i Stockholms stift inom Svenska kyrkan.
Kontraktskoden är 1308. 
Kontraktets församlingar omfattar Nacka kommun och Värmdö kommun.

## Administrativ historik
Kontraktet bildades 1 oktober 1943 av församlingar tillförda från Roslags östra kontrakt
- Boo församling
- Värmdö församling
- Djurö församling som 2002 uppgick i Djurö, Möja och Nämdö församling
- Möja församling som 2002 uppgick i Djurö, Möja och Nämdö församling
- Nämdö församling som 2002 uppgick i Djurö, Möja och Nämdö församling
- Gustavsbergs församling som 2010 uppgick i Gustavsberg-Ingarö församling
- Ingarö församling som 2010 uppgick i Gustavsberg-Ingarö församling
- Ljusterö församling som senast 1995 överfördes till Roslags kontrakt
- Vaxholms församling som senast 1995 överfördes till Roslags kontrakt

1977 tillfördes från Sjuhundra kontrakt i Uppsala stift
- Roslags-Kulla församling som senast 1995 överfördes till Roslags kontrakt

Senast 1995 tillfördes från Södertörns kontrakt
- Nacka församling
- Saltsjöbadens församling

## Kontraktsprostar
| Ämbetstid | Namn               | Levnadstid | Kommentarer                       |
| --------- | ------------------ | ---------- | --------------------------------- |
| 1943–1955 | Lars Jonas Hedblom | 1893–      | Kyrkoherde i Boo församling.      |
| 1959–1963 | Hugo Löwing        | 1896–      | Kyrkoherde i Vaxholms församling. |
| 1975–1984 | Nils Alberg        | 1919–      | Kyrkoherde i Värmdö församling.   |
| 2018–     | Elisabeth Ström    |            | [ 7 ]                             |